# سواری لذت‌بخش هوایی
سواری لذت‌بخش هوایی (انگلیسی: An Aerial Joyride) یک فیلم کمدی صامت کوتاه به کارگردانی ویلارد لوئیس است که در سال ۱۹۱۶ منتشر شد. از بازیگران این فیلم می‌توان به بیلی روژ و اولیور هاردی اشاره کرد.